# Swiss Life Hall
Die Swiss Life Hall (zuvor Stadionsporthalle und AWD Hall) ist eine Mehrzweckhalle im Stadtteil Calenberger Neustadt der niedersächsischen Landeshauptstadt Hannover. Die Veranstaltungsstätte befindet sich im Sportpark Hannover.

## Geschichte
Die Sporthalle wurde 1964 im damaligen Volkssportpark am Ferdinand-Wilhelm-Fricke-Weg als Stadionsporthalle eröffnet und bot Platz für 6000 Gäste. Entworfen wurde sie von den Architekten Werner Dierschke und Volker Leonhardt. 2005 bis Ende 2012 hieß sie AWD Hall. Der heutige Name beruht auf einem Sponsoringvertrag mit dem Lebensversicherungskonzern Swiss Life, der 2013 die Aktienmehrheit der AWD Holding übernommen hatte.
2004 übernahm die Betreibergesellschaft music & sports hall GmbH & Co. KG, ein Tochterunternehmen der Hannover Concerts, die Stadionsporthalle. Danach folgte eine umfangreiche Renovierung zur Verbesserung des Besucherkomforts und der technischen Einbauten.

## Nutzung
Die Swiss Life Hall fasst bei Sportveranstaltungen bis zu 4540 Personen und bei Konzerten bis zu 5800 Zuschauer und dient so neben der größeren ZAG-Arena als Veranstaltungsort für kleinere Veranstaltungen. Sie ist weiterhin der Spielort der Handballer der TSV Hannover-Burgdorf in der Handball-Bundesliga. Von 1966 bis 1983 war sie der Heimspielort des damaligen Handballbundesligisten PSV Hannover. Des Weiteren diente die Halle von 2009 bis 2011 als Heimspielort des damaligen Basketball-Pro-A-Ligisten UBC Hannover.
Neben dem Sport finden vor allem Konzerte, Stand-up-Comedyauftritte und weitere Veranstaltungen statt. Jährlich werden rund 100 Veranstaltungen in der Swiss Life Hall durchgeführt.